# EPOC (操作系统)
EPOC是一套为嵌入式平台设计的32位实时操作系统，基于微内核架构。EPOC由Psion公司所设计，是Symbian操作系统的前身，后者被广泛应用于智能手机平台。
EPOC最初为16位系统，搭配Psion的硬件设备使用。之后EPOC转为32位系统，并适配x86和ARM平台。同时该系统也向其他设备供应商提供授权使用。
1998年，Psion公司更名为Symbian Ltd.，与爱立信、摩托罗拉、诺基亚、索尼等公司成为合作伙伴。2000年发布的EPOC32 第6版正式更名为Symbian（塞班）。